# Lijst van lijmsoorten
Dit artikel geeft een lijst van lijmsoorten en is opgedeeld naar hun werkingsprincipe.

## Fysisch
| - Beenderlijm - Bitumenlijm - Contactlijm - Dextrinelijm - Dierlijke lijm - Dispersielijm - Gelatinelijm - Heatseallijm - Houtlijm - Huidenlijm - Kleefbandlijmen - Koudlijm - Methylcelluloselijm | - Natriumsilicaat - Oplosmiddelenlijm - Plastisollijm - PVAc-lijm - Pvc-lijm - Smeltlijm - Suikerlijm - Teer - Vislijm - Vleeslijm - Witte houtlijm - Waterglas - Zelfklevende lijm |

## Chemisch
| - Acrylaatlijm - Alkalisilicatenlijm - Anaerobe lijm - Anorganische lijm - Carboxymethylcelluloselijm - Caseïnelijm - Celluloseetherlijm - Cementlijm - Cyanoacrylaatlijm - Epoxylijm - Isocyanaatlijm - Fenollijm - MDI-lijm - Melaminelijm - Nanolijm - Methylcelluloselijm - Mossellijm - MF-lijm - MS-polymeerlijm - MUF-lijm - No-mix-Acrylaatlijm | - Organische lijm - PF-lijm - Phenolformaldehydelijm - Polycondensatielijmen - Polyesterlijm - PU-lijm (Polyurethaanlijm) - Resorcinephenolformaldehydelijm - RF-lijm - Secondelijm - Solutie - SMP-lijm - Silaanlijm - Siliconenlijm - Spinnenlijm - UF-lijm - Ureumlijm - Ureumformaldehydelijm - Zetmeellijm - 2-componentenlijm |